# Sisinio II
Sisinio II (... – 999) è stato un vescovo bizantino, Patriarca ecumenico di Costantinopoli dal 996 fino al 998.
Appartenente ad una ricca famiglia, ricevette un'eccellente educazione che gli permise di ricevere la dignità di Magistros. Il suo patriarcato fu caratterizzato dai dibattiti su varie questioni quali il divorzio, il matrimonio e soprattutto l'estensione dei poteri del Vescovo di Costantinopoli.